# Brezova (Kraljevo)
Brezova (szerbül: Брезова), település Szerbiában, a Raškai körzet Kraljevoi községében.

## Népesség
- 1948-ban 731 lakosa volt.
- 1953-ban 803 lakosa volt.
- 1961-ben 848 lakosa volt.
- 1971-ben 748 lakosa volt.
- 1981-ben 651 lakosa volt.
- 1991-ben 572 lakosa volt.
- 2002-ben 482 lakosa volt, akik közül 478 szerb (99,17%) és 4 ismeretlen.